# Comune di Holsted
Il comune di Holsted fino al 1º gennaio 2007 è stato un comune danese situato contea di Ribe, il comune aveva una popolazione di 6 965 abitanti (2005) e una superficie di 190 km². Capoluogo era la cittadina omonima.
Dal 1º gennaio 2007, con l'entrata in vigore della riforma amministrativa, il comune è stato soppresso e accorpato ai 
comuni di Brørup, Rødding e Vejen per dare luogo al riformato comune di Vejen compreso nella regione della Danimarca Meridionale (Syddanmark).